# Night Is Young
Night Is Young je píseň kanadské popové zpěvačky-skladatelky Nelly Furtado. Píseň pochází z jejího pátého studiového alba The Best of Nelly Furtado. Produkce se ujali producenti Salaam Remi a Staybent Krunk-A-Delic.

## Hitparáda
| Země       | Umístění |
| ---------- | -------- |
| Rakousko   | 69       |
| Kanada     | 20       |
| Česko      | 36       |
| Nizozemsko | 33       |
| Slovensko  | 7        |
| Polsko     | 41       |
| Německo    | 54       |